# Открытый чемпионат Уханя по теннису 2017
Открытый чемпионат Уханя 2017 — 4-й розыгрыш ежегодного профессионального теннисного турнира среди женщин, проводящегося в китайском городе Ухань и являющегося частью тура WTA в рамках серии Премьер 5.
В 2017 году турнир прошёл с 24 по 30 сентября. Соревнование продолжало восточноазиатскую серию хардовых турниров, расположенную в календаре между Открытым чемпионатом США и Финалом тура WTA.

## Общая информация
Одиночный турнир собрал восемь представительниц топ-10 мирового рейтинга. Возглавила это список первая ракетка мира на тот момент Гарбинье Мугуруса. Испанская теннисистка доиграла до четвертьфинала, в котором проиграла восьмому номеру посева Елене Остапенко (№ 10 в мире на тот момент). Прошлогодняя победительница Петра Квитова (№ 13 в мире) защищала свой титул под 11-м номером посева, однако уже в первом раунде на трёх тай-брейках проиграла китайской теннисистке Пэн Шуай. В целом из 16-ти сеянных теннисисток до 1/4 финала доиграли только три теннисистки, а в полуфинале из них сыграла только Остапенко. Титул смогла выиграть Каролин Гарсия из Франции, переигравшая в финале Эшли Барти из Австралии. В основной сетке турнира приняли участие пять представительниц России. Дальше всех из них прошла Екатерина Макарова, которая добралась до четвертьфинала, где проиграла Каролин Гарсии.
Парный приз достался первым номерам посева Мартине Хингис и Чжань Юнжань, которые в финале обыграли азиатскую пару Сюко Аояма и Ян Чжаосюань. Для Хингис эта уже третья победа на местном турнире (до этого она выиграла в 2014 году с Флавией Пеннетта и в 2015 году с Саней Мирза). Прошлогодние чемпионки Бетани Маттек-Сандс и Луция Шафаржова не защищали свой титул.

## Соревнования

### Одиночный разряд
Каролин Гарсия обыграла  Эшли Барти со счётом 6-7(3), 7-6(4), 6-2.
- Гарсия выиграла 1-й одиночный титул в сезоне и 4-й за карьеру в основном туре ассоциации.
- Барти сыграла 3-й одиночный финал в сезоне и за карьеру в основном туре ассоциации.

### Парный разряд
Мартина Хингис /  Чжань Юнжань обыграли  Сюко Аояму /  Ян Чжаосюань со счётом 7-6(5), 3-6, [10-4].
- Хингис выиграла 8-й парный титул в сезоне и 63-й за карьеру в основном туре ассоциации.
- Чжань выиграла 9-й парный титул в сезоне и 26-й за карьеру в основном туре ассоциации.